# Robo
Robo (russisk: Робо) er en russisk spillefilm fra 2019 af Sarik Andreasjan.

## Medvirkende
- Daniil Muravjev-Izotov som Dmitrij "Mitja" Privalov
- Sergej Bezrukov som Robo
- Vladimir Vdovitjenkov som Viktor Privalov
- Marija Mironova som Nadezjda "Nadja" Privalova
- Konstantin Lavronenko